# Dmitrij Wasiljew (biathlonista)
Dmitrij Władimirowicz Wasiljew (ros. Дмитрий Владимирович Васильев; ur. 8 grudnia 1962 w Leningradzie) – radziecki biathlonista, dwukrotny medalista igrzysk olimpijskich i mistrzostw świata.

## Kariera
Pierwszy sukces w karierze osiągnął w 1984 roku, zdobywając razem z Jurijem Kaszkarowem, Algimantasem Šalną i Siergiejem Bułyginem złoty medal w sztafecie na igrzyskach olimpijskich w Sarajewie. Zajął tam także 32. miejsce w biegu indywidualnym. Na rozgrywanych dwa lata później mistrzostwach świata w Oslo sztafeta ZSRR w składzie: Dmitrij Wasiljew, Jurij Kaszkarow, Walerij Miedwiedcew i Siergiej Bułygin ponownie zwyciężyła.
Najbliżej indywidualnego medalu był podczas mistrzostw świata w Lake Placid w 1987 roku, gdzie w biegu indywidualnym był czwarty. Walkę o podium przegrał tam z André Sehmischem z NRD o 4,2 sekundy. Ponadto w sztafecie razem z Kaszkarowem, Miedwiedcewem i Aleksandrem Popowem zdobył srebrny medal. Brał również udział w igrzyskach olimpijskich w Calgary w 1988 roku, gdzie wspólnie z Siergiejem Czepikowem, Aleksandrem Popowem i Walerijem Miedwiedcewem zdobył kolejny złoty medal w sztafecie. Rywalizację w biegu indywidualnym ukończył tym razem na dziewiątej pozycji.
W zawodach Pucharu Świata zadebiutował 4 marca 1983 roku w Lahti, zajmując trzecie miejsce w sprincie. Tym samym już w swoim debiucie nie tylko zdobył pierwsze punkty ale od razu stanął na podium. Wyprzedzili go tam jedynie Algimantas Šalna i Eirik Kvalfoss z Norwegii. W kolejnych startach jeszcze pięć razy plasował się w czołowej trójce: 9 marca 1983 roku w Oslo wygrał bieg indywidualny, 1 marca 1984 roku w Oberhofie  był trzeci w tej konkurencji, 23 stycznia 1986 roku w Feistritz był drugi w biegu indywidualnym, 10 stycznia 1987 roku w Borowcu był drugi w sprincie, a 17 stycznia 1987 roku w Anterselvie zajął w nim trzecie miejsce. Najlepsze wyniki osiągnął w sezonie 1986/1987, kiedy zajął 10. miejsce w klasyfikacji generalnej.
W latach 1999–2000 główny menadżer Związku Biathlonistów Rosji.
Odznaczony m.in. Orderem Przyjaźni Narodów (1988) oraz Orderem „Znak Honoru” i tytułem Zasłużonego Mistrza Sportu ZSRR (1984).

## Osiągnięcia

### Igrzyska olimpijskie
| Rok  | Miejscowość | Konkurencje | Konkurencje | Konkurencje | Konkurencje | Konkurencje | Konkurencje | Konkurencje |
| Rok  | Miejscowość | IN          | SP          | PU          | MS          | RL          | MR          | SR          |
| ---- | ----------- | ----------- | ----------- | ----------- | ----------- | ----------- | ----------- | ----------- |
| 1984 | Sarajewo    | 32.         | –           | nd.         | nd.         | 1.          | nd.         | –           |
| 1988 | Calgary     | 9.          | –           | nd.         | nd.         | 1.          | nd.         | –           |

### Mistrzostwa świata
| Rok  | Miejscowość | Konkurencje | Konkurencje | Konkurencje | Konkurencje | Konkurencje | Konkurencje | Konkurencje |
| Rok  | Miejscowość | IN          | SP          | PU          | MS          | RL          | MR          | SR          |
| ---- | ----------- | ----------- | ----------- | ----------- | ----------- | ----------- | ----------- | ----------- |
| 1986 | Oslo        | 8.          | –           | nd.         | nd.         | 1.          | nd.         | –           |
| 1987 | Lake Placid | –           | 4.          | nd.         | nd.         | 2.          | nd.         | –           |

### Puchar Świata

#### Miejsca w klasyfikacji generalnej
| Sezon     | Miejsce |
| --------- | ------- |
| 1982/1983 | 12.     |
| 1983/1984 | 21.     |
| 1984/1985 | 11.     |
| 1985/1986 | 13.     |
| 1986/1987 | 10.     |
| 1987/1988 | ?       |
| 1988/1989 | 43.     |

#### Miejsca na podium chronologicznie
| Lp. | Dzień       | Rok  | Miejscowość | Konkurencja                | Lokata | Pudła   | Czas biegu | Strata | Zwycięzca        |
| --- | ----------- | ---- | ----------- | -------------------------- | ------ | ------- | ---------- | ------ | ---------------- |
| 1.  | 4 marca     | 1983 | Lahti       | Sprint na 10 km            | 3.     | 0+0     | 32:46,9    | +56,9  | Algimantas Šalna |
| 2.  | 9 marca     | 1983 | Oslo        | Bieg indywidualny na 20 km | 1.     | 0+0+0+1 | 1:10:04,4  | –      | –                |
| 3.  | 1 marca     | 1984 | Oberhof     | Bieg indywidualny na 20 km | 3.     | 0+1+0+1 | 1:05:26,5  | +59,3  | Jurij Kaszkarow  |
| 4.  | 23 stycznia | 1986 | Feistritz   | Bieg indywidualny na 20 km | 2.     | 0+0+0+0 | 52:31,4    | +18,2  | Siergiej Antonow |
| 5.  | 10 stycznia | 1987 | Borowec     | Sprint na 10 km            | 2.     | 0+0     | 29:04,2    | +2,8   | Fritz Fischer    |
| 6.  | 17 stycznia | 1987 | Anterselva  | Sprint na 10 km            | 3.     | 1+0     | 28:49,3    | +46,5  | Aleksandr Popow  |